# Parque periurbano

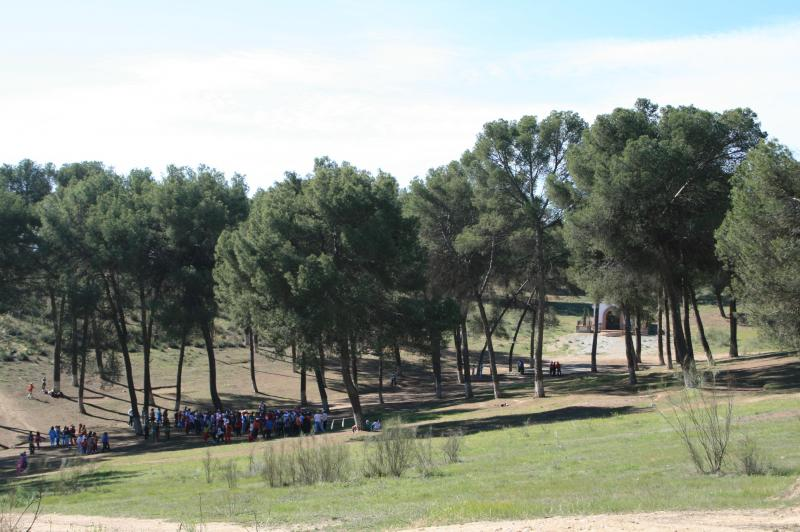
Parque Periurbano Pinar de Láchar

Un parque periurbano es un espacio natural de cierto valor natural en el espacio periurbano cercano a ciudades y otras poblaciones, que se protege con el fin de que su uso masivo no lo degrade. 
En Andalucía es una figura de protección de la Red de Espacios Naturales Protegidos. Son definidos como espacios naturales cercanos a los núcleos urbanos, hayan sido creados por el hombre o no, y atiendan a las necesidades recreativas de la población. Su declaración y gestión es municipial, aunque para ello es necesario previamente un informe favorable de la Junta de Andalucía por la Consejería con cpompetencias en medio ambiente. 